# Cahuilla

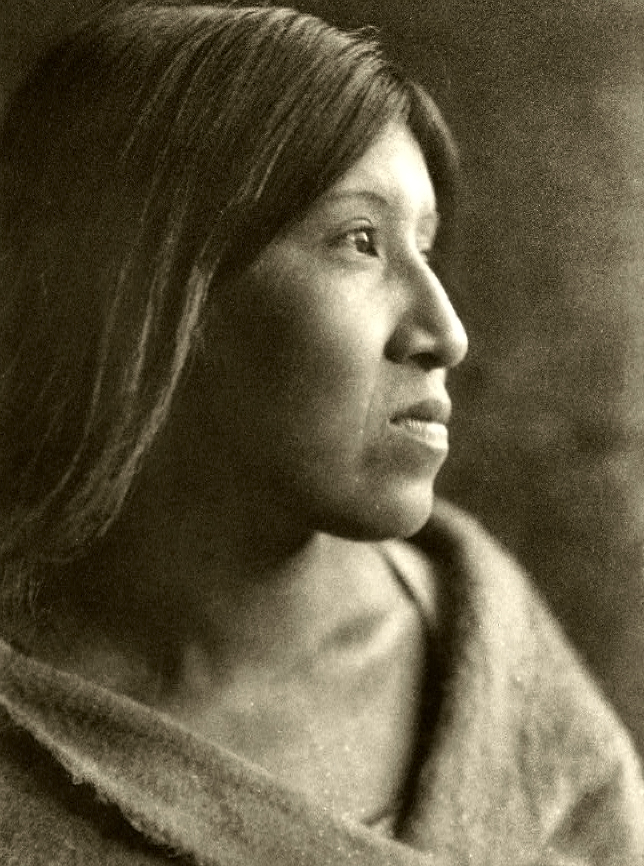
Una donna della tribù Cahuilla

I Cahuilla sono una tribù di Nativi americani stanziati in California. Abitano soprattutto il sud della California e hanno una popolazione di circa 1600 individui. Sono divisi in Mountain, Desert e Pass e vivono divisi in nove riserve indiane nelle contee di Imperial, Riverside e di San Diego.

## Lingua
I Cahuilla parlano una lingua Uto-azteca appartenente al gruppo linguistico Takico. Nel 1990, 35 individui parlavano questa lingua su un totale di 800 individui. È parlato anche l'inglese e lo spagnolo.

## Storia
I Cahuilla vennero visitati per la prima volta da Juan Bautista de Anza nel 1774. Dal 1809 alcuni individui vennero battezzati dagli spagnoli e iniziarono un florido commercio con i coloni del Messico. Dal 1819 vennero costruite delle missioni nel loro territorio che introdussero la coltivazione di grano. Dal 1861 al 1864 vennero colpiti da un'epidemia di vaiolo che li ridusse da 10.000 a 2.500 individui. Con il Trattato di Guadalupe Hidalgo il territorio dei Cahuilla venne ceduto agli Stati Uniti; ma nel 1881 la tribù protestò e il 12 gennaio 1891 venne firmato l'"Act for the Relief of Mission Indians".

## Religione
I Cahuilla erano politeisti e credevano in un dio creatore: Mukat. La cosmogonia dice che all'inizio della creazione, tutte le creature erano enormi. Queste erano chiamate  nukaten. Ora la maggior parte della popolazione è cristiana.

### Divinità
- Kutya'i: Spirito del vento
- Menily: Divinità della luna
- Mukat: il creatore
- Muut: dio gufo
- Pemtemweha: protettore degli animali
- Sungrey: dio curatore
- Taqurus: il dio buono